# Vellosimina deidrogenasi
La vellosimina deidrogenasi è un enzima appartenente alla classe delle ossidoreduttasi, che catalizza la seguente reazione:
10-deossisarpagina + NADP+ ⇄ vellosimina + NADPH + H+
L'enzima agisce anche sugli alcaloidi correlati al gruppo endoaldeidico come la vellosimina (che ha la stessa stereochimica al C-16), ma ha una leggera attività con le eso-aldeidi. È stato trovato in molte colture cellulari in sospensione, di piante della famiglia delle Apocynaceae.